# Rory O'Connor (republikein)

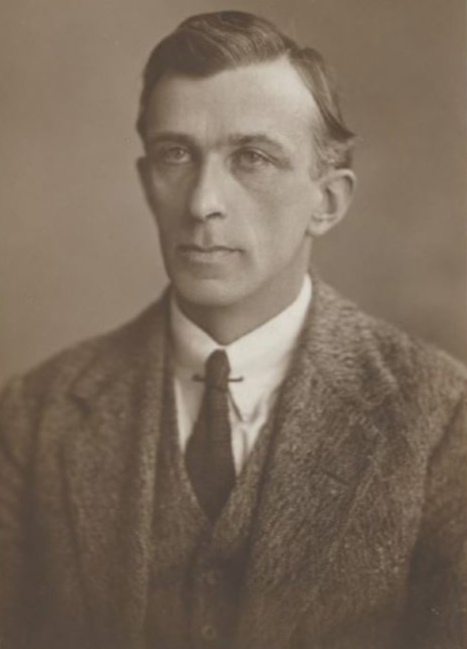
Rory O'Connor

Rory O'Connor (Dublin, 28 november 1883 – 8 december 1922) was een Ierse republikeinse activist. Hij is vooral bekend geworden vanwege zijn rol als rebellenleider in de Ierse Burgeroorlog, waarbij hij tevens het leven verloor.

## Biografie
Tijdens zijn jeugd werkte O'Connor eerst als ingenieur bij de spoorwegen in Canada. Nadat hij was teruggekeerd naar zijn vaderland raakte hij daar betrokken bij de Ierse nationalistische politiek. Hij sloot zich aan bij de Ancient Order of Hibernians en werd na de Paasopstand van 1916 geïnterneerd. Tijdens de Ierse Onafhankelijkheidsoorlog - die van 1919 tot 1921 duurde - werd hij benoemd tot technisch directeur van de IRA.
O'Connor ging in 1921 niet akkoord met het Anglo-Iers Verdrag, dat een einde maakte aan de in 1919 uitgeroepen Ierse Republiek. Op 16 maart 1922 kwamen IRA-officieren die tegenstander van het verdrag waren bijeen in Dublin en besloten zowel de verdragsovereenkomst als het gezag van het nieuwe Ierse parlement (de Dáil Éireann) te verwerpen. Tijdens deze bijeenkomst zou O'Connor op een vraag of hij een militaire dictatuur voor ogen had hebben geantwoord: You can take it that way if you like.
Op 14 april 1922 veroverde O'Connor samen met 200 andere IRA-leden het Four Courts-gebouw in het centrum van Dublin en enkele kleinere gebouwen die met het vroegere Britse bestuur geassocieerd werden. Hij hoopte aldus een nieuwe oorlog met Groot-Brittannië uit te lokken en daarin de IRA opnieuw te verenigen. In de daaropvolgende maanden probeerde Michael Collins tevergeefs O'Connor en diens mannen ertoe te bewegen het gebouw te verlaten. In juni 1922 begon Collins het Four Courts-gebouw met geleende Britse artillerie te beschieten. Na 2 dagen gaf O'Connor zich over, waarna hij werd gearresteerd en in Mountjoy Prison vastgezet. Deze gebeurtenissen vormden de directe aanleiding tot de Ierse burgeroorlog, die bijna een jaar zou duren. Op 8 december 1922 werd O' Connor samen met drie andere republikeinen (Liam Mellows, Richard Barrett en Joe McKelvey) terechtgesteld door het vuurpeloton, als vergelding voor de moord op het parlementslid Seán Hales.
Rory O'Connor Place in Arklow en een kroeg in Crumlin - een voorstad van Dublin - zijn naar hem vernoemd.